# Potpun graf
Potpun graf je jednostavan graf u kojem je svaki par vrhova spojen bridom.
U potpunom grafu vrijedi:
- {\displaystyle (\forall u,v\in V)(u\neq v\implies (u,v)\in E)}

- Tada je broj bridova u potpunom grafu {\displaystyle {\frac {n(n-1)}{2}}}

Suprotno od potpunog grafa je prazan graf u kojem ni jedan vrh nije spojen ni s jednim drugim vrhom u grafu.
Potpun bipartitan graf - Jednostavan bipartitan graf s biparticijom (X, Y ) u kojima je svaki vrh iz X spojen sa svakim vrhom iz Y.